# Manabu Mijazaki (fotograf)
Manabu Mijazaki (宮崎学, Miyazaki Manabu; * 1949, prefektura Nagano) je japonský fotograf divoké přírody.

## Životopis
Jeho práce Fukurō / Ural Owl získala v roce 1990 cenu Kena Domona. V roce 1996 dvě jeho knihy získaly cenu Kodanša Publishing Culture Award (講談社出版文化賞) za fotografické dílo.